# Timbre-taxe

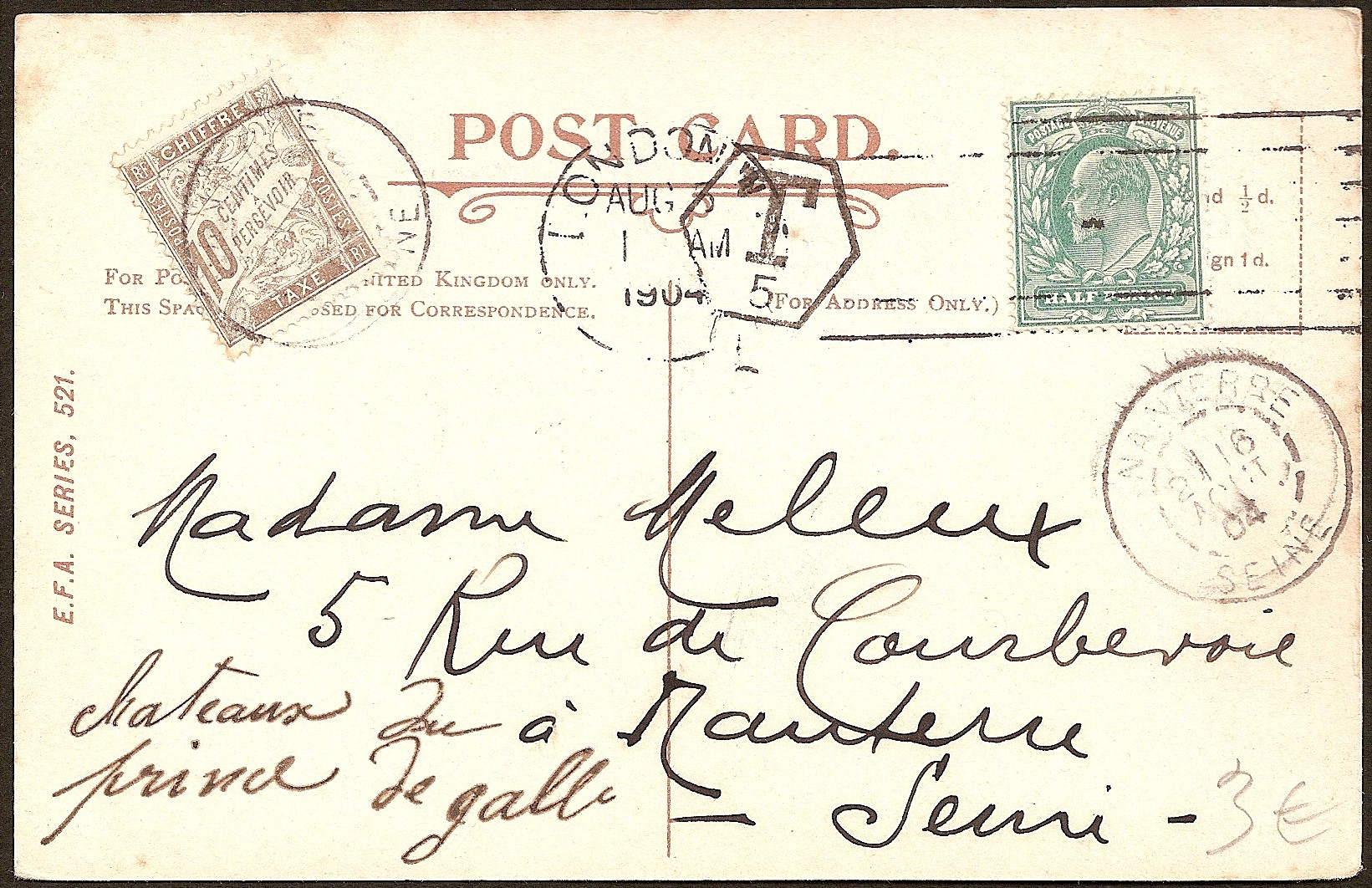
Carte postée en août 1904 à Londres et taxée à son arrivée au bureau de Nanterre en France.

Un timbre-taxe est un timbre qui matérialise le port dû par le destinataire d'un pli insuffisamment affranchi.
La création du timbre-taxe est la conséquence de l'instauration du timbre-poste et de l'affranchissement préalable. Ce type d'affranchissement qui incombe à l'expéditeur est au milieu du XIXe siècle une nouveauté radicale. Auparavant, il aurait été jugé peu convenable, sauf pour certains courriers d'affaires, de payer à la place du destinataire, il aurait cru que l'expéditeur le pensait pauvre. Mais le succès du timbre-poste confirme les administrations postales dans le choix de l'affranchissement préalable où elles sont payées avant le transport du pli.
Dès l'émission des premiers timbres-poste ou quelques années après, les administrations postales ont progressivement taxé les plis insuffisamment affranchis ou expédiés en port dû par le destinataire. La taxe devait être dissuasive: C'est pourquoi la plupart des pays ont choisi qu'elle serait du double de l'affranchissement manquant.
Avant l'apparition des figurines mobiles de taxation, les lettres étaient taxées par l'apposition sur chaque pli d'un chiffre manuscrit ou au tampon en double trait, indiquant la somme à percevoir auprès du destinataire. C'est pourquoi, les timbres utilisés pour la taxation à l'arrivée ont longtemps porté en France la mention Chiffre-taxe. La France a été le premier pays à émettre des timbres pour cet usage, en 1859, et leur style dépouillé et strictement utilitaire a été repris dans la plupart des timbres-taxe ultérieurs.
Les timbres-taxe de certains pays sont difficiles à reconnaître à cause de l'absence du nom du pays, non obligatoire puisque ces timbres servent uniquement à l'intérieur du pays. Les mentions possibles sont :
- en anglais : postage due ;
- en français : chiffre-taxe, timbre-taxe ; T en Belgique ;
- en Indonésie : Bajar Porto et sen comme monnaie ;
- en roumain : taxa de timbru ;
- « porto » a servi dans plusieurs pays.